# Khao Sok nationalpark
Khao Sok nationalpark  (Thailändska: เขาสก) är en 739 km² stor nationalpark i Ban Ta Khundistriktet i provinsen Surat Thani i Thailand. Den ligger i norra delen av Malackahalvön i högländerna mellan de nära turistorterna Khao Lak och Surat Thani, i en miljö som har södra Thailands största urskog vilken är äldre och har högre artrikedom än Amazonas regnskog.

## Klimat
Regntiden i regionen sträcker sig mellan april och december, temperaturen är året runt mellan 22 och 36 °C, och den varma temperaturen, den stora nederbörden och luftfuktigheten under regnperioden är gynnsam miljö för ett rikt ekosystem i en tropisk regnskog.
|                    | Jan | Feb | Mar | Apr | Maj | Jun | Jul | Aug | Sep | Okt | Nov | Dec |
| ------------------ | --- | --- | --- | --- | --- | --- | --- | --- | --- | --- | --- | --- |
| Max. Dag Temp., °C | 30  | 32  | 33  | 33  | 31  | 30  | 30  | 30  | 30  | 29  | 29  | 29  |
| Min. Dag Temp., °C | 20  | 20  | 21  | 22  | 23  | 22  | 22  | 22  | 22  | 22  | 21  | 21  |
| Vatten Temp., °C   | 27  | 28  | 28  | 29  | 29  | 29  | 28  | 28  | 28  | 28  | 28  | 27  |
| Dagsjus, timmar    | 12  | 12  | 12  | 12  | 13  | 13  | 13  | 12  | 12  | 12  | 12  | 12  |
| nederbörd, mm      | 41  | 33  | 62  | 148 | 320 | 373 | 372 | 369 | 447 | 332 | 210 | 89  |

## Historia
Området runt Khao Sok beräknas till en ålder av över 160 miljoner år, skapat genom kontinentförskjutningar, klimatförändringar, erosion och ansamlingar av sediment. För omkring 300 miljoner år sedan skapades under gynnsamma förutsättningar beroende på klimatet och en högre havsnivå, ett enormt stort korallrev som sträckte sig från Himalaya och Kina ner till Borneo och var större än det nutida stora barriärrevet, av vilket man idag kan ser rester i form av  tornliknande kalkstensklippor vilka reser sig högt över sjön med en högsta punkt av 961 meter, och får området att delvis likna havsvikar längs Thailands kust. När den indiska och den eurasiatiska kontinentalplattorna kolliderade skapades Himalaya, och delar av korallrevet sköts upp i höjden som karakteristiska vertikala branta klippor. När glaciärerna smälte efter den sista istiden skapades och ett dussintal vattenfall runtom sjön.
Södra delarna av Thailand befolkades från Borneo för cirka 40 000 år sedan, och de första mänskliga spåren i Khao Sok hittades under 1700-talet. 1944 drabbades stora delar av lokalbefolkningen av en epidemi, och de få överlevande flyttade en tid till det närliggande Takua Pa.  1941 byggdes Route 401, en motorväg med sträckning mellan Phun Pin i Surat Thani provinsen till Takua Pa i Phang Nga. Under ett uppror på sjuttiotalet tog aktivister skydd i grottor i parken och höll för en sjuårig period soldater, gruvarbetare, och jägare borta från parken.
Nationalparken inrättades den 22 december 1980 som den 27:e nationalparken i landet. Parken omgärdar också den 165 km² konstgjorda Cheow Lansjön, ett vattenmagasin som tillkom efter att man längs floden Klong Saeng byggt en 94 meter hög dammbyggnad och ett kraftverk vid Rajjaprapha för att alstra energi, eftersom området har största nederbörden i Thailand.
Kraftverket försörjer södra Thailand och Malaysia med elkraft, och strandområdet som bildades efter fördämningen har blivit ett populärt turistmål.
Dammbyggnaden, som delvis kan betraktas som en ekologisk katastrof, varunder bland annat 52 fiskarter permanent försvann, har starkt kritiserats, men 
också gett upphov till stora möjligheter att komma naturen nära med hjälp av motorbåt, kajak eller liknande mindre fartyg, gör naturen unik genom sin stora tillgänglighet.

## Flora och fauna

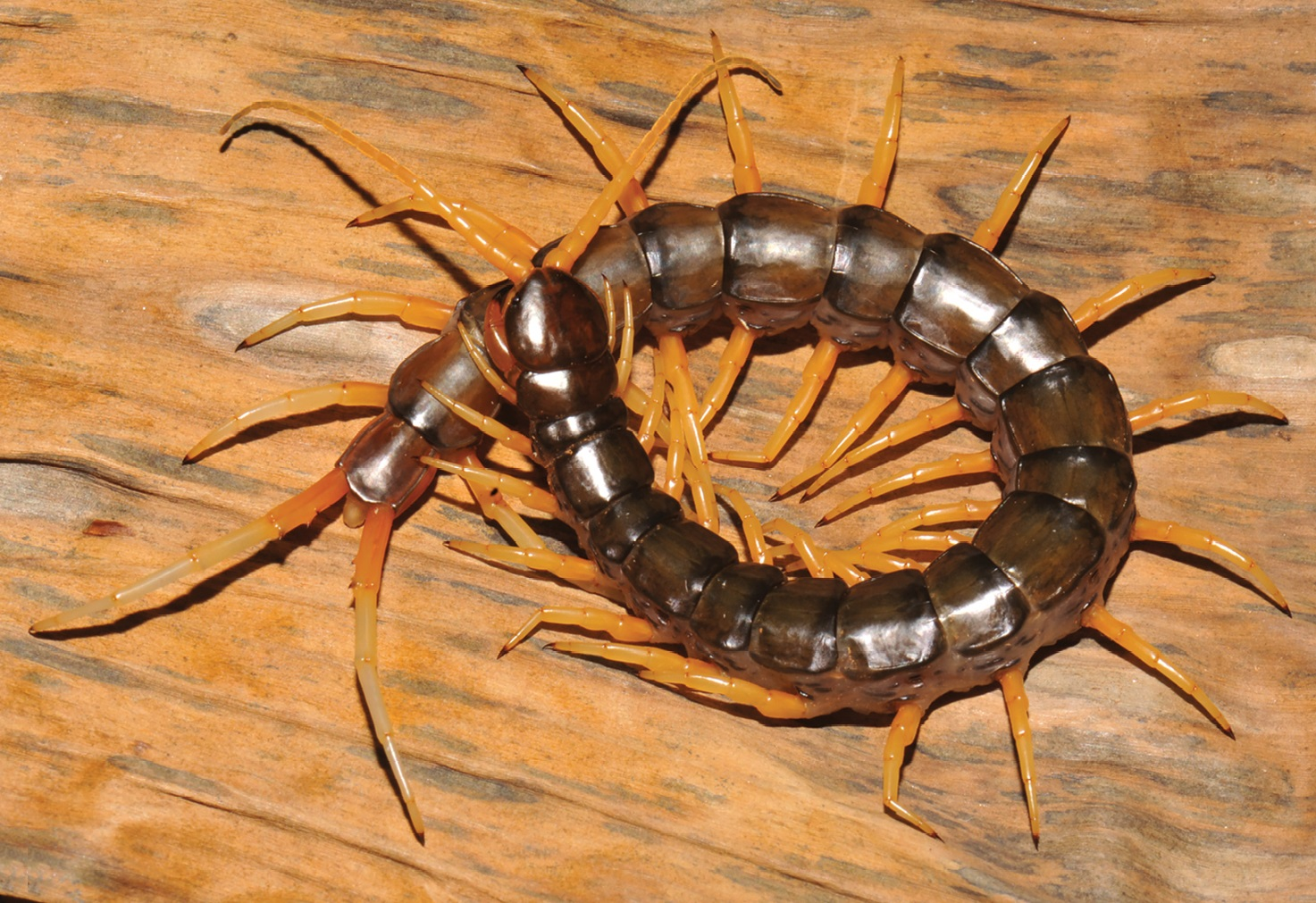
(Scolopendra cataracta), världens enda vattenlevande Tusenfoting som upptäcktes för första gången i parken 2001.

Växtligheten i parken är frodig och varierande. Här förekommer bland annat stora träd som Neobalanocarpus heimii samt mindre träd eller buskar av släktena Chisocheton och Anisoptera. Parken är känd för sina bestånd av en parasitlevande växt, en rafflesiaart, Rafflesia kerrii (kallas lokalt för bua phut.) som har stora blommor med en diameter av 50 till 90 cm.
Parken präglas framförallt av att det växer bambu nästan överallt på bergssidor, ute på öarna i sjön och längs sandbankar vid flodstränderna som bevattnar området. Träd med långa lianer är också vanliga, och ett flertal vilda frukter växer i parken, som jackfrukt (Artocarpus heterophyllus) mangostan (Garcinia mangostana), durian (Durio), rambutan (Nephelium lappaceum), jujubär (Ziziphus jujuba), pompelmus (Citrus maxima) och vilda bananer. Man finner också vild peppar, ingefära.
Vegetationen i parken består huvudsakligen av regnskog och dessutom är ungefär 10 % av ytan täckt med lövfällande skog. Ofta är undervegetationen tät med lianer, ormbunkar, klätterväxter och orkidéer. Typiska växter tillhör släktena Afzelia, Hopea, Dipterocarpus, lagerströmiasläktet, Pterocarpus och Aquilaria.
Djurlivet i parken är typisk för Sydostasien och antalet djurarter sägs utgöra mer än fem procent av världens djurliv.
I likhet med den när liggande Kaeng Krachans nationalpark finns cirka 400 olika fågelarter som näshornsfåglar och röd djungelhöna och ett femtiotal olika däggdjursarter  som asiatisk elefant (Elephas maximus), indokinesisk tiger (Panthera tigris corbetti), banteng (Bos javanicus), schabraktapir (Tapirus indicus), sambarhjort (Rusa unicolor eller Cervus unicolor), Gaur (Bos gaurus H. Smith, eller Bos frontalis Lambert), kinesisk serov (Capricornis milneedwardsii), vildsvin (Sus scrofa), svinmakak (Macaca nemestrina), rökgrå bladapa (Trachypithecus obscurus), vithandad gibbon som också kallas lar (Hylobates lar), indisk muntjak (Muntiacus muntjak), större mushjort (Tragulus napu), malajbjörn (Helarctos malayanus), marmorkatt och asiatisk vildhund.
2001 upptäckte forskaren George Beccaloni under sin smekmånad det första kända och beskrivna exemplaret av världens enda vattenlevande Tusenfoting (Scolopendra cataracta), en världsunik giftig insekt som simmar som en ål, kan bli 20 centimeter lång och har ett smärtsamt bett.

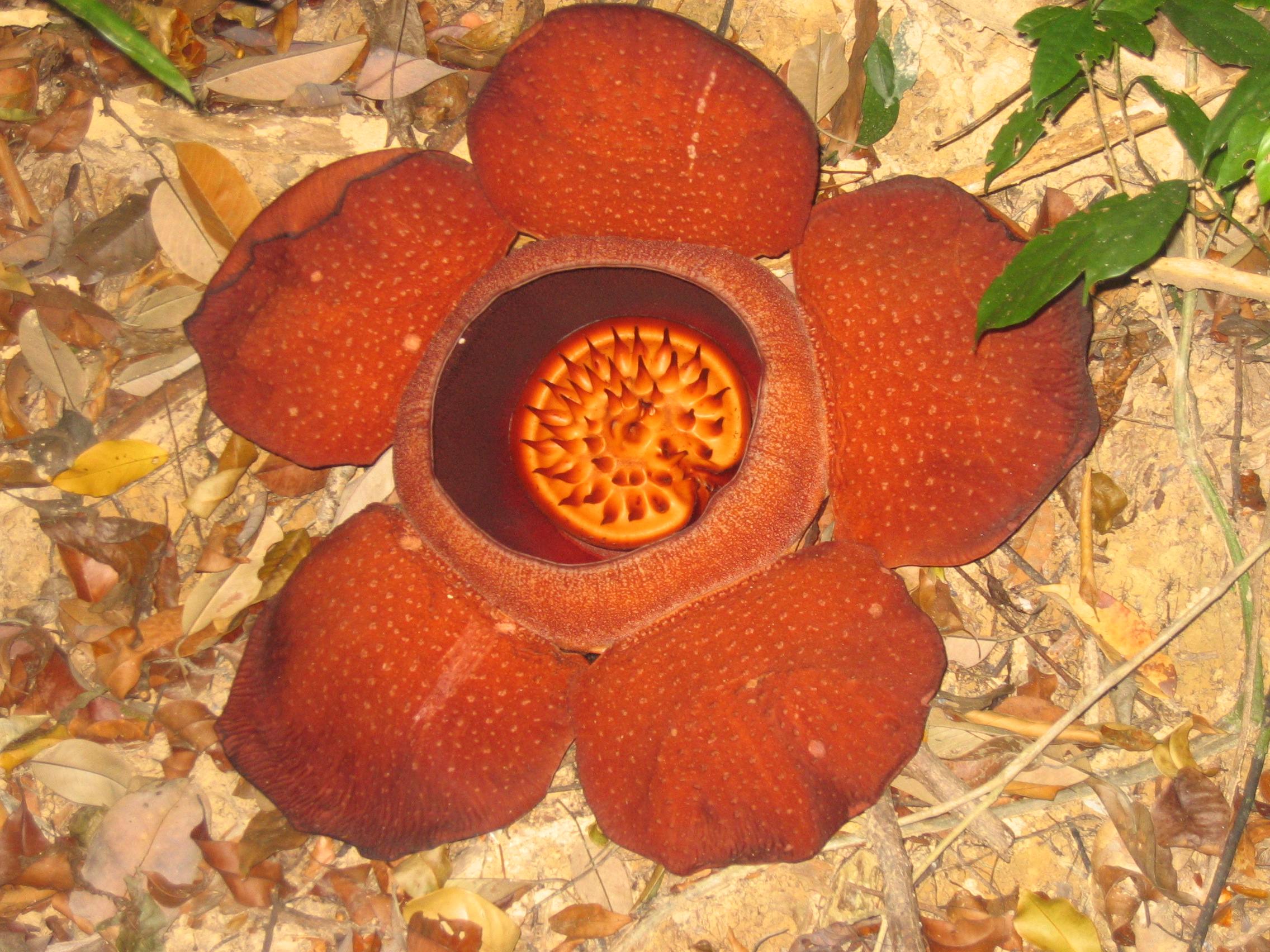
Blomma av Rafflesia kerrii.
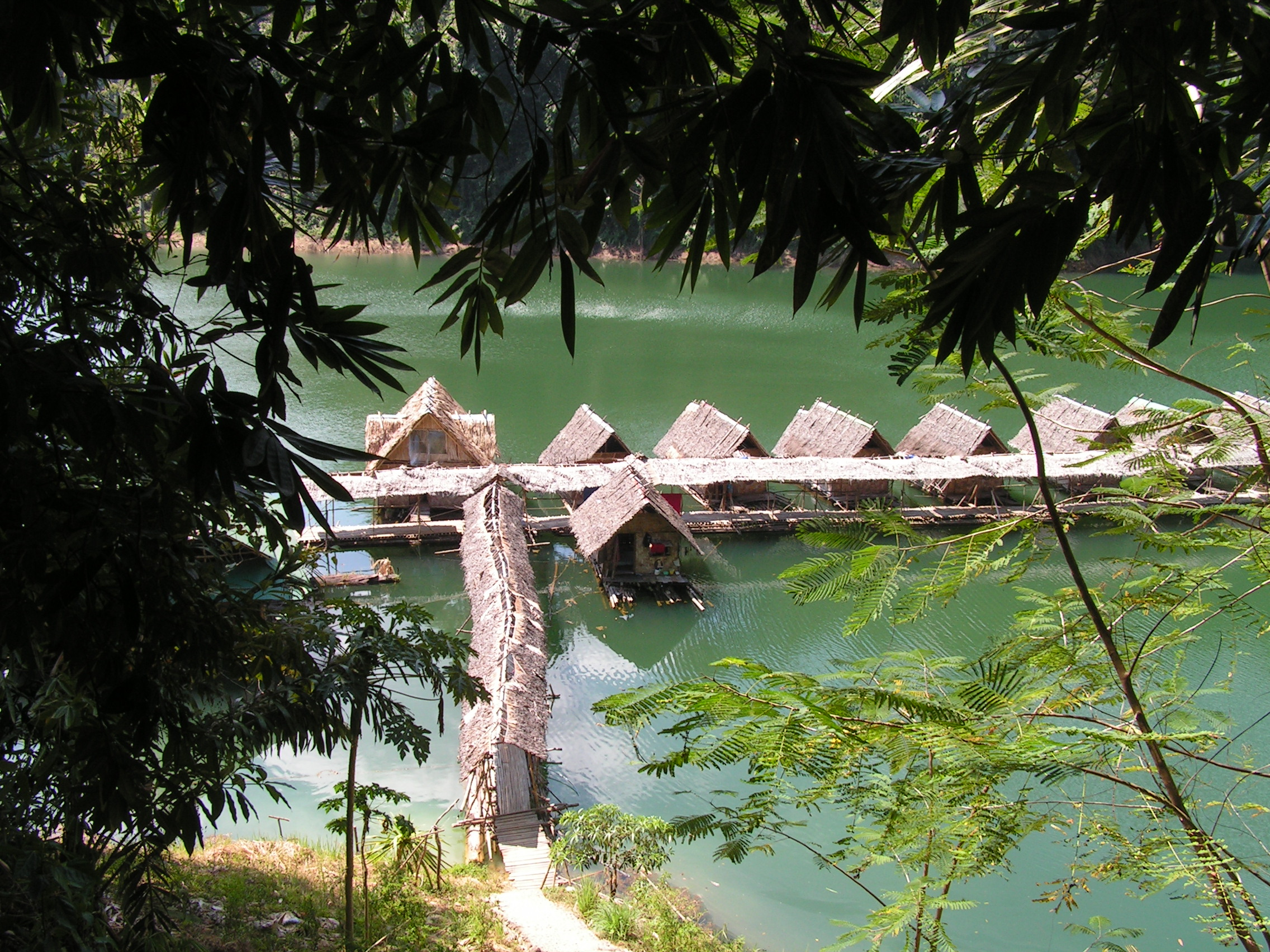
Flytande bungalows.